# Khadija Arib
Khadija Arib (Hedami, Marokko, 10 oktober 1960) is een Nederlands voormalig politica van Marokkaanse afkomst. Op een periode van drie maanden in 2006 en 2007 na, was zij van 19 mei 1998 tot en met 3 november 2022 namens de Partij van de Arbeid (PvdA) lid van de Tweede Kamer der Staten-Generaal. Van 13 januari 2016 tot en met 7 april 2021 was Arib voorzitter van de Tweede Kamer, een rol die zij daarvoor vanaf 12 december 2015 waarnemend vervulde.

## Beginjaren
Khadija Arib werd geboren op 10 oktober 1960 in Hedami, een dorpje in de Marokkaanse provincie Settat nabij de stad Casablanca. Ze was enig kind. Ze kwam op haar vijftiende in het kader van gezinshereniging van Marokko naar Nederland, waar haar vader als gastarbeider werkte. Haar vader overleed toen ze negentien was. Ze studeerde Maatschappelijk werk en de voortgezette opleiding  Maatschappelijk werk aan de Sociale Academie in Amsterdam (thans Hogeschool van Amsterdam) en studeerde sociologie aan de Universiteit van Amsterdam.

## Carrière
Na haar opleiding was ze achtereenvolgens medewerker bij welzijnsstichtingen in Breda en Utrecht, medewerker Instituut voor Sociale en Economische Studies aan de Erasmus Universiteit in Rotterdam en waarnemend hoofd en senior-beleidsmedewerker bij de maatschappelijke Opvang en Gezondheidszorg in Amsterdam. In 1982 was ze medeoprichter en voorzitter van de Marokkaanse Vrouwenvereniging in Nederland. In 1989 werd Arib enkele dagen vastgehouden in een Marokkaanse politiecel, omdat ze zich publiekelijk inzette voor de positie van Marokkaanse vrouwen. Pas na tussenkomst van de Nederlandse minister van Buitenlandse Zaken kon ze terugkeren naar Nederland.

## Tweede Kamer
Bij de Tweede Kamerverkiezingen 1998 werd ze gekozen in het parlement. Op 19 mei dat jaar werd ze beëdigd. Ze hield zich in de Kamer vooral bezig met volksgezondheid en zedenwetgeving. In 2001 was ze mede-indiener van een initiatiefvoorstel om een Kinderombudsman in te stellen. Begin 2006 presenteerde ze een voorstel om onnodige babysterfte in Nederland, met name onder Nederlandse vrouwen met een migratie-achtergrond, te voorkomen. Bij de Tweede Kamerverkiezingen 2006 kwam ze op een 34e plaats op de kandidatenlijst van de PvdA te staan, net niet voldoende om herkozen te worden. Ze bleef tot 30 november dat jaar lid van de Tweede Kamer. Op 1 maart 2007 kreeg ze alsnog een plaats in het parlement nadat zes Tweede Kamerleden van de PvdA naar het nieuw gevormde kabinet-Balkenende IV waren doorgestroomd.
Nadat ze in november 2006 niet was herkozen in de Kamer, werd Arib lid van een werkgroep die het Conseil Consultatif des Droits de l'Homme, een raad voor de mensenrechten in Marokko, moet adviseren over een nieuw Marokkaans migratiebeleid. Bij haar rentree in de Kamer ontstonden er vragen over deze nevenfunctie, omdat deze mogelijk te nauwe banden met de Marokkaanse koning of regering zou inhouden. Aribs fractiegenoot Jeroen Dijsselbloem, die de kwestie onderzocht, concludeerde echter dat de werkzaamheden prima verdedigbaar zijn; tijdelijk, onbetaald en onafhankelijk.
In 2009 bracht ze een autobiografie uit onder de naam Couscous op zondag: Een familiegeschiedenis, waarin zij haar leven beschrijft vanaf haar komst naar Nederland.
Begin 2010 kwam zij opnieuw in het nieuws, omdat ze een congres in Marrakech had bijgewoond op kosten van de Hoge Raad van Marokkanen in het buitenland (CCME). Haar partij zag hier geen probleem in. Van 17 november 2010 tot 20 november 2012 was ze voorzitter van de Algemene Commissie voor het Jeugdbeleid van de Tweede Kamer der Staten-Generaal.

### Kamervoorzitterschap

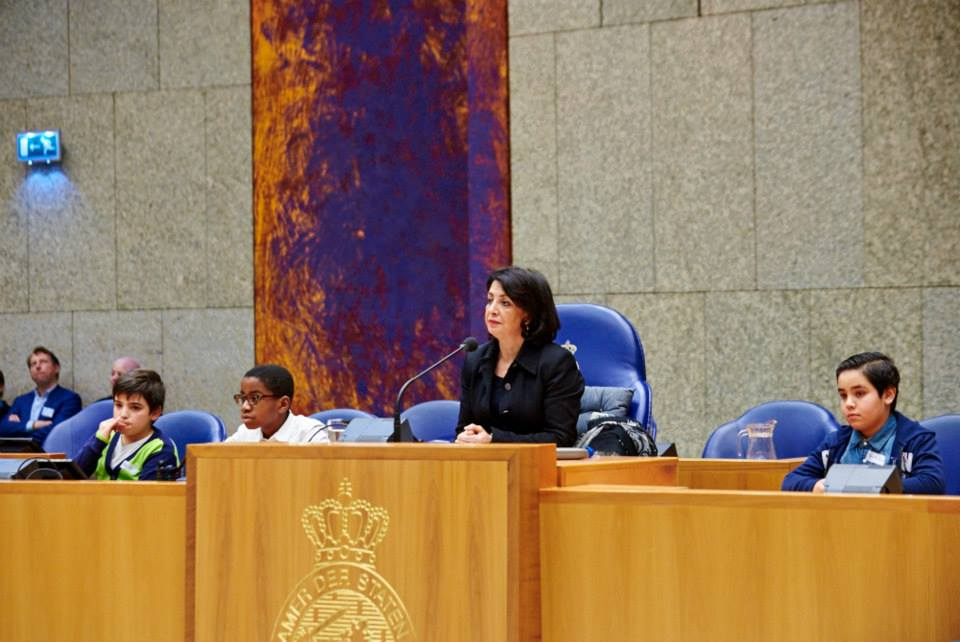
Arib op de voorzittersstoel tijdens de nieuweledendag van de PvdA (2015).

In september 2012 stelde Arib zich kandidaat voor het  voorzitterschap van de Tweede Kamer, als opvolger van Gerdi Verbeet (PvdA), maar verloor in de derde stemronde van Anouchka van Miltenburg (VVD) met 90 tegen 56 stemmen. Arib werd daarop eerste ondervoorzitter vanaf 1 november dat jaar.
Na het aftreden van Van Miltenburg op 12 december 2015 nam Arib haar taken waar. Op 13 januari 2016 werd zij door de Kamer gekozen als nieuwe voorzitter. In de vierde stemronde won ze met 83 tegen 51 stemmen van VVD'er Ton Elias. Er waren daarnaast vijftien ongeldige stemmen. Andere kandidaten waren CDA'er Madeleine van Toorenburg en PVV'er Martin Bosma. Arib werd op 29 maart 2017 herkozen als Kamervoorzitter met 111 van de 122 geldig uitgebrachte stemmen. Niemand had zich aangemeld als tegenkandidaat.
Arib ondertekende in 2021 een motie die intimidatie van Tweede Kamerleden door andere Tweede Kamerleden "ten stelligste" afwees. Het was voor het eerst in zeker honderd jaar dat een voorzitter van de Tweede Kamer een motie mede ondertekende. Arib uitte zich in afscheidsspeeches van Kamerleden kritisch als zij voortijdig de Tweede Kamer verlieten.
Arib hield zich als Kamervoorzitter ook bezig met het functioneren van het ambtelijk apparaat van de Tweede Kamer, een taak die bij de griffier hoort. De ondernemingsraad beklaagde zich daarover na haar herverkiezing.
In 2017 verscheen een kritisch artikel in de NRC waarin de manier waarop ze leiding gaf aan haar staf werd gehekeld. Enkele van deze stafleden gaven aan om deze reden te (willen) vertrekken. In 2020 leverden naast stafleden ook diverse (oud-)politici kritiek, dit keer anoniem. Afgezien van haar als autoritair ervaren leiderschapsstijl zou ze sommige Kamerleden een voorkeursbehandeling geven en te koppig zijn geweest inzake de renovatie van het Binnenhof.
In april 2021 besloot ze nogmaals een gooi te doen naar het Kamervoorzitterschap. Ook Martin Bosma had zich opnieuw kandidaat gesteld. De strijd werd echter gewonnen door de derde kandidaat, D66-Kamerlid Vera Bergkamp.

### Vertrek uit Tweede Kamer
Op 6 juli 2022 werd Arib voorzitter van de commissie die de parlementaire enquête naar de Nederlandse aanpak van de coronacrisis diende voor te bereiden. Haar aantreden was reden voor personen om in twee anonieme brieven werderom het vermeend grensoverschrijdend gedrag van Arib aan te stippen, toen ze Tweede Kamervoorzitter was. De landsadvocaat Pels Rijcken gaf het advies naar de aantijgingen een onafhankelijk onderzoek in te stellen. Het presidium van de Tweede Kamer nam dit unaniem over op 28 september 2022 en schakelde bureau Hoffmann in om het uit te voeren. 
Arib reageerde verbolgen en ontkende de beschuldigingen. Ze ergerde zich dat ze de aankondiging van het onderzoek uit de krant had moeten vernemen en sprak van een "politieke dolksteek".
Op 1 oktober 2022 maakte Arib via Twitter bekend dat ze de Tweede Kamer verliet. Uiteindelijk was 3 november 2022 haar laatste dag als parlementariër. Ze liet weten geen prijs te stellen op een afscheidsspeech in de plenaire vergaderzaal door de voorzitter van de Tweede Kamer. Bergkamp respecteerde dat verzoek. Ook zag Arib af van een door haarzelf te schrijven afscheidsbrief, gebruikelijk bij het vertrek van Tweede Kamerleden.
Arib startte medio juni 2023 een juridische procedure om het onderzoek naar haar handelen als voorzitter van de Tweede Kamer tot stoppen te dwingen. Ze achtte het onderzoek onrechtmatig.
Het presidium van de Tweede Kamer concludeerde naar aanleiding van de onderzoeksresultaten dat Arib zich schuldig had gemaakt aan het veroorzaken van een sociaal onveilige werkomgeving. Zo had ze zich structureel bemoeid met de ambtelijke organisatie. Ook had ze soms met stemverheffing gesproken. Negen ambtenaren hadden gemeld door Arib emotioneel geleden te hebben. De onderzoekers concludeerden overigens dat niet alle klachten klopten. Zo waren er geen ambtenaren ontslagen na valse beschuldigingen van Arib. Ook zouden er geen ambtenaren vertrokken zijn vanwege haar gedrag. Het onderzoek zelf werd niet openbaar gemaakt, maar wel een samenvatting. Daarin schreef bureau Hoffmann: "Hoewel het strikt genomen buiten de orde van het feitenonderzoek valt, verdient het vermelding dat vijftien gesprekspartners verklaarden dat zij de voormalig Voorzitter als een zeer bekwame Kamervoorzitter hebben ervaren, die op momenten attent en betrokken was".
Oktober 2024 stapte Arib naar de rechtbank om haar naam gezuiverd te krijgen. Ze achtte het onderzoek naar haar onrechtmatig. Op 5 februari 2025 vonniste de rechtbank in Den Haag in eerste aanleg dat het onderzoek naar haar gedrag als Tweede Kamervoorzitter "rechtmatig" was en "conform de daarvoor geldende regels" was uitgevoerd. Het presidium was volgens de rechtbank verplicht de meldingen te onderzoeken. De verwerking van Aribs persoonsgegevens was gerechtvaardigd en er werd volgens het vonnis voldoende rekening gehouden met haar belangen. Geen van haar eisen werd door de rechtbank ingewilligd.

## Loopbaan buiten de politiek
Arib is toezichthouder bij het ARQ Nationaal Psychotrauma Centrum en het OLVG. Per 1 maart 2024 werd zij benoemd tot voorzitter van de Maatschappelijke Raad Schiphol.

## Privéleven
Arib heeft zowel de Nederlandse als de Marokkaanse nationaliteit. Ze is gescheiden en heeft drie kinderen.

## Erkenning
- 2016 en 2017 – Invloedrijkste vrouw van Nederland in de categorie politiek in de Opzij Top 100.
- 2018 – Thorbeckeprijs voor politieke welsprekendheid, met de opdracht om het debat en de politieke welsprekendheid in de Tweede Kamer te stimuleren.[37]
- 2019 – Chevalier de la Légion d'Honneur voor haar bijdrage aan de goede betrekkingen tussen Frankrijk en Nederland als voorzitter van de contactgroep Frankrijk en als voorzitter van de Tweede Kamer.[38]
- 2020 – Aletta Jacobsprijs, met name vanwege haar strijd voor de positie van Marokkaanse vrouwen in Nederland en haar inspirerende voorbeeldrol als eerste vrouwelijke Kamervoorzitter met een migratieachtergrond.[39]
- 2020 – Prinsjesprijs voor het leveren van een bijzondere bijdrage aan de parlementaire democratie in Nederland.[40]
- 2020 – Eredoctoraat aan de Vrije Universiteit Amsterdam (VU) voor haar "grote bijdrage aan de positie van migrantengroepen in onze samenleving en haar inzet voor de waarden van de democratie, met speciale aandacht voor de stem van minderheden".[41]

## Publicaties
- Marokkaanse vrouwen in Nederland. Stichting Burgerschapskunde, Nederlands Centrum voor Politieke Vorming, Leiden (1992). ISBN 90-6473-268-X.
- Couscous op zondag. Een familiegeschiedenis. Balans, Amsterdam (2012). ISBN 978-94-6003-500-5.
- Allah heeft ons zo gemaakt. Liefde tussen vrouwen. Balans, Amsterdam (cop. 2011). ISBN 978-94-6003-333-9.